# 真・恋姫†英雄譚
『真・恋姫†英雄譚』（しん・こいひめえいゆうたん）は、2015年にBaseSonより発売された18禁恋愛アドベンチャーゲーム。

## シリーズ作品
1～3は〜萌将伝〜からの後日談だが、革命シリーズ発売後の4では革命シリーズにifの要素を組み込んだ後日談となっている。

### 真・恋姫†英雄譚1 〜乙女艶乱☆三国志演義［蜀］〜
- 2015年4月24日発売、DMM専売ダウンロード。

### 真・恋姫†英雄譚2 〜乙女艶乱☆三国志演義［魏］〜
- 2015年8月28日発売、DMM専売ダウンロード。

### 真・恋姫†英雄譚3 〜乙女艶乱☆三国志演義［呉］〜
- 2015年10月30日発売、DMM専売ダウンロード。

### 真・恋姫†英雄譚123+PLUS 〜乙女艶乱☆三国志演義〜
- 2016年7月29日発売。

### 真・恋姫†英雄譚4 〜乙女耀乱☆三国志演義［呉］〜
- 2022年7月29日発売。前3作とは繋がっておらず、『真・恋姫†夢想-革命- 孫呉の血脈』をベースに雪蓮、炎蓮が存命し、赤壁の戦いも五湖の一斉攻勢によって起こらなかった為、魏の面々も消えず、そのまま三国同盟が成立して平和になったという設定。そのため、一刀の所属は呉のみとなっている。一方、孫登、甘述は既に誕生しているという前作までの設定も入っている。

### 真・恋姫†英雄譚5 〜乙女耀乱☆三国志演義［魏］〜
- 2023年3月31日発売。本作はEp1が『真・恋姫†夢想-革命- 蒼天の覇王』のアフターストーリー（当然だが一刀がいないと話が成り立たないので、消えていない）、Ep2、3は123+PLUSと同じ世界観のストーリーとなっている。

### 真・恋姫†英雄譚外伝 -白月の灯火-
- 2023年12月22日発売。真・恋姫シリーズでは初の外伝作となり、主人公の一刀は蜀・魏・呉の三勢力いずれにも所属せず、新たに董卓（月）を中心とする董に所属する形でストーリーは進む。正確には一刀が落ちてきた先が漢帝国の禁城だったため、所属はそのまま漢。その後董卓に拾われるがその董卓も漢所属となるため、最終的には漢所属の董卓勢力という形になる。ストーリーはまずメインストーリーの白月の灯火が開始され、サブストーリーはそのサイドストーリー、及び後日談となり、華雄が初のメインヒロインとなるストーリーと、空丹＆白湯のストーリーの二編を収録。

## スタッフ
- 企画・原案：
- 原画：
- シナリオ：
- 音楽：
- ディレクター：